# Tournoi de France 2011
Tournoi de France 2011 – 5. edycja turnieju towarzyskiego w piłce siatkowej mężczyzn, który odbył się w dniach 2–4 września 2011 w Tourcoing i Villeneuve-d’Ascq we Francji w ramach przygotowań do Mistrzostw Europy w Piłce Siatkowej 2011.
Brały w nim udział cztery reprezentacje. Końcowe zwycięstwo odniosła reprezentacja Słowenii, która wygrała wszystkie spotkania.

## System rozgrywek
Turniej rozgrywany był systemem każdy z każdym po jednym spotkaniu. Zwycięzcą została drużyna, która zdobyła największą liczbę punktów. W przypadku uzyskania tej samej liczby punktów o pozycji decydowały kolejno: stosunek setów i stosunek małych punktów.

## Drużyny uczestniczące
| Reprezentacja | Ranking FIVB |
| ------------- | ------------ |
| Bułgaria      | 7. miejsce   |
| Francja       | 11. miejsce  |
| Słowenia      | 39. miejsce  |
| Turcja        | 46. miejsce  |

## Przebieg turnieju

### Tabela
| Lp. | Drużyna  | Pkt | Mecze | Mecze   | Mecze   | Sety | Sety | Sety  | Małe punkty | Małe punkty | Małe punkty |
| Lp. | Drużyna  | Pkt | M     | W (3:2) | P (2:3) | wyg. | prz. | ratio | zdob.       | str.        | ratio       |
| --- | -------- | --- | ----- | ------- | ------- | ---- | ---- | ----- | ----------- | ----------- | ----------- |
| 1   | Słowenia | 7   | 3     | 3 (2)   | 0 (0)   | 9    | 4    | 2.250 | 297         | 260         | 1.142       |
| 2   | Francja  | 6   | 3     | 2 (1)   | 1 (1)   | 8    | 6    | 1.333 | 311         | 308         | 1.010       |
| 3   | Bułgaria | 4   | 3     | 1 (0)   | 2 (1)   | 6    | 6    | 1.000 | 288         | 295         | 0.976       |
| 4   | Turcja   | 1   | 3     | 0 (0)   | 3 (1)   | 2    | 9    | 0.222 | 228         | 261         | 0.874       |

Źródło: ffvb.org
Punktacja: 3:0 i 3:1 – 3 pkt; 3:2 – 2 pkt; 2:3 – 1 pkt; 1:3 i 0:3 – 0 pkt
Zasady ustalania kolejności: 1. liczba punktów; 2. stosunek setów; 3. stosunek małych punktów; 4. bilans w bezpośrednich meczach

### Wyniki spotkań
|  |  | 1. KOLEJKA – Tourcoing |  |
|  |  | ---------------------- |  |

| 2.09.2011 | Bułgaria | 3:0 (28:26, 25:21, 27:25) | Turcja |

| 2.09.2011 | Francja | 2:3 (20:25, 25:19, 15:25, 25:23, 12:15) | Słowenia |

|  |  | 2. KOLEJKA – Tourcoing |  |
|  |  | ---------------------- |  |

| 3.09.2011 | Słowenia | 3:0 (25:14, 25:17, 25:20) | Turcja |

| 3.09.2011 | Francja | 3:1 (33:35, 25:22, 25:21, 25:18) | Bułgaria |

|  |  | 3. KOLEJKA – Villeneuve-d’Ascq |  |
|  |  | ------------------------------ |  |

| 4.09.2011 | Bułgaria | 2:3 (23:25, 23:25, 25:21, 31:29, 10:15) | Słowenia |

| 4.09.2011 | Francja | 3:2 (25:21, 26:24, 19:25, 21:25, 15:10) | Turcja |

## Klasyfikacja końcowa
| Miejsce | Drużyna  |
| ------- | -------- |
| 1       | Słowenia |
| 2       | Francja  |
| 3       | Bułgaria |
| 4       | Turcja   |